# Houlle Churchyard
Houlle Churchyard is een begraafplaats gelegen in de Franse plaats Houlle (Pas-de-Calais). De militaire graven worden onderhouden door de Commonwealth War Graves Commission.
De begraafplaats telt 4 geïdentificeerde Gemenebest graven uit de Eerste Wereldoorlog.